# La Haye-de-Routot
La Haye-de-Routot és un municipi francès situat al departament de l'Eure i a la regió de Normandia. L'any 2014 tenia 293 habitants.

## Demografia

### Població
El 2007 la població de fet de La Haye-de-Routot era de 256 persones. Hi havia 96 famílies, de les quals 16 eren unipersonals (12 homes vivint sols i 4 dones vivint soles), 36 parelles sense fills, 40 parelles amb fills i 4 famílies monoparentals amb fills.
La població ha evolucionat segons el següent gràfic:
Habitants censats

### Habitatges
El 2007 hi havia 112 habitatges, 98 eren l'habitatge principal de la família, 10 eren segones residències i 4 estaven desocupats. 107 eren cases i 4 eren apartaments. Dels 98 habitatges principals, 85 estaven ocupats pels seus propietaris, 8 estaven llogats i ocupats pels llogaters i 5 estaven cedits a títol gratuït; 1 tenia una cambra, 3 en tenien dues, 15 en tenien tres, 29 en tenien quatre i 50 en tenien cinc o més. 75 habitatges disposaven pel capbaix d'una plaça de pàrquing. A 38 habitatges hi havia un automòbil i a 54 n'hi havia dos o més.

### Piràmide de població
La piràmide de població per edats i sexe el 2009 era:
| Homes | Edats   | Dones |
| ----- | ------- | ----- |
| 0     | 95 o +  | 0     |
| 0     | 90 a 94 | 0     |
| 4     | 85 a 89 | 4     |
| 0     | 80 a 84 | 8     |
| 0     | 75 a 79 | 0     |
| 0     | 70 a 74 | 4     |
| 0     | 65 a 69 | 0     |
| 4     | 60 a 64 | 0     |
| 8     | 55 a 59 | 12    |
| 20    | 50 a 54 | 12    |
| 20    | 45 a 49 | 20    |
| 0     | 40 a 44 | 8     |
| 8     | 35 a 39 | 4     |
| 12    | 30 a 34 | 4     |
| 4     | 25 a 29 | 4     |
| 4     | 20 a 24 | 12    |
| 16    | 15 a 19 | 12    |
| 12    | 10 a 14 | 8     |
| 16    | 5 a 9   | 8     |
| 0     | 0 a 4   | 12    |

## Economia
El 2007 la població en edat de treballar era de 190 persones, 129 eren actives i 61 eren inactives. De les 129 persones actives 120 estaven ocupades (69 homes i 51 dones) i 9 estaven aturades (3 homes i 6 dones). De les 61 persones inactives 22 estaven jubilades, 18 estaven estudiant i 21 estaven classificades com a «altres inactius».

### Ingressos
El 2009 a La Haye-de-Routot hi havia 104 unitats fiscals que integraven 285 persones, la mediana anual d'ingressos fiscals per persona era de 18.584 €.

### Activitats econòmiques
Dels 5 establiments que hi havia el 2007, 1 era d'una empresa de construcció, 2 d'empreses de comerç i reparació d'automòbils, 1 d'una empresa d'hostatgeria i restauració i 1 d'una empresa de serveis.
L'únic servei als particulars que hi havia el 2009 era un restaurant.
L'any 2000 a La Haye-de-Routot hi havia 10 explotacions agrícoles que ocupaven un total de 144 hectàrees.

## Poblacions més properes
El següent diagrama mostra les poblacions més properes.